# Lista siturilor arheologice din județul Dolj - L
Lista siturilor arheologice din județul Dolj - L conține toate siturile arheologice din județul Dolj înscrise în Repertoriul Arheologic Național (RAN) și aflate în localități al căror nume începe cu litera L. RAN este administrat de Ministerul Culturii și Patrimoniului Național și cuprinde date științifice, cartografice, topografice, imagini și planuri, precum și orice alte informații privitoare la zonele cu potențial arheologic, studiate sau nu, încă existente sau dispărute.
Puteți căuta un sit din localitățile care încep cu litera L folosind formularul de mai jos sau puteți naviga prin toate siturile din județ la Lista siturilor arheologice din județul Dolj.
| Cod RAN                                  | Denumire | Localitate                         | Adresă                                  | Datare                  | Descoperit | Coordonate | Imagine           | Erori            |
| ---------------------------------------- | --- | ---------------------------------- | --------------------------------------- | ----------------------- | ---------- | ---------- | ----------------- | ---------------- |
| 73978.01.01 (Cod LMI: DJ-I-s-B-07899)    | Așezarea neolitică de la Lăcrița Mică - "Dealul Cioban" / ansamblu anonim (Categorie: locuire civilă) (Tip: Așezare) | sat Lăcrița Mică, comuna Robănești | Dealul Cioban                           | Cârcea                  |            |            | Încărcați imagine | Raportați eroare |
| 72935.01.01 (Cod LMI: DJ-I-m-B-07900.01) | Situl arheologic de la Leu - "Leul Mic" / ansamblu anonim (Categorie: locuire civilă) (Tip: Așezare)                 | sat Leu, comuna Leu                | Leul Mic, Albota, Modruz și Balta Lungă | geto-dacică sec. I - II |            |            | Încărcați imagine | Raportați eroare |
| 72935.01.02 (Cod LMI: DJ-I-m-B-07900.02) | Situl arheologic de la Leu - "Leul Mic" / ansamblu anonim (Categorie: locuire civilă) (Tip: Așezare)                 | sat Leu, comuna Leu                | Leul Mic, Albota, Modruz și Balta Lungă | sec. III - IV           |            |            | Încărcați imagine | Raportați eroare |
| 73585.01.01 (Cod LMI: DJ-I-m-B-07901.02) | Situl arheologic de la Lișteava - "La Livezi" / ansamblu anonim (Categorie: locuire) (Tip: Necropolă)                | sat Lișteava, comuna Ostroveni     | La Livezi                               |                         |            |            | Încărcați imagine | Raportați eroare |
| 73585.01.02 (Cod LMI: DJ-I-m-B-07901.01) | Situl arheologic de la Lișteava - "La Livezi" / ansamblu anonim (Categorie: locuire) (Tip: Așezare)                  | sat Lișteava, comuna Ostroveni     | La Livezi                               | sec. X                  |            |            | Încărcați imagine | Raportați eroare |
| 71992.01.01 (Cod LMI: DJ-I-s-A-07902)    | Așezarea daco-romană de la Locusteni - "La Gropan" / ansamblu anonim (Categorie: locuire civilă) (Tip: Așezare)      | sat Locusteni, comuna Daneți       | La Gropan; La Predești                  | daco-romană sec. IV     |            |            | Încărcați imagine | Raportați eroare |
| 74402.01.01 (Cod LMI: DJ-I-s-B-07898)    | Valul de pământ de la Lazu / ansamblu Brazda lui Novac (Categorie: fortificație) (Tip: Val de pământ)                | sat Lazu, comuna Terpezița         |                                         |                         |            |            | Încărcați imagine | Raportați eroare |
| 72935.02.01                              | Situl arheologic de la Leu - "Între Munți" / ansamblu anonim (Categorie: locuire civilă) (Tip: Așezare)              | sat Leu, comuna Leu                | Între Munți                             | Coțofeni                |            |            | Încărcați imagine | Raportați eroare |
| 72935.02.02                              | Situl arheologic de la Leu - "Între Munți" / ansamblu anonim (Categorie: locuire civilă) (Tip: Așezare)              | sat Leu, comuna Leu                | Între Munți                             | Glina                   |            |            | Încărcați imagine | Raportați eroare |
| 72935.02.03                              | Situl arheologic de la Leu - "Între Munți" / ansamblu anonim (Categorie: locuire civilă) (Tip: Așezare)              | sat Leu, comuna Leu                | Între Munți                             | sec. IV                 |            |            | Încărcați imagine | Raportați eroare |
| 71992.02.01                              | Situl arheologic de la Locusteni-Peste Predești / ansamblu anonim (Categorie: locuire) (Tip: Așezare)                | sat Locusteni, comuna Daneți       | Peste Predești                          | Verbicioara             |            |            | Încărcați imagine | Raportați eroare |
| 71992.02.02                              | Situl arheologic de la Locusteni-Peste Predești / ansamblu anonim (Categorie: locuire) (Tip: Așezare)                | sat Locusteni, comuna Daneți       | Peste Predești                          | sec. II-III             |            |            | Încărcați imagine | Raportați eroare |